# Terellia nigripalpis
Terellia nigripalpis
 es una especie de insecto del género Terellia de la familia Tephritidae del orden Diptera. 
Friedrich Georg Hendel la describió científicamente por primera vez en el año 1927.